# Monasterio de San Jerónimo (Zamora)
El monasterio de San Jerónimo es un edificio desaparecido de la ciudad de Zamora, España, que estaba emplazado a las afueras de la misma, en la margen izquierda del río Duero. Fue uno de los monumentos más grandiosos que tuvo la ciudad, al que tan sólo se le podía comparar, quizá, la Catedral. Lamentablemente, de todo aquel esplendor apenas nada se conserva.

## Historia
Tiene su origen en el año 1534, cuando la Orden Jerónima decidió trasladar el monasterio de Nuestra Señora de Montamarta a la ciudad de Zamora por razones de insalubridad. El lugar elegido, extra pontem de la ciudad, se situó entre las pueblas de San Frontis y El Sepulcro, cerca del convento de San Francisco. 
La primera piedra fue puesta por el III Conde de Alba de Liste el día de San Pedro del año 1535. El edificio, bendecido por el obispo Pedro Manuel el 30 de septiembre de 1543, contó en su construcción con la intervención de renombrados maestros canteros de la época, como Juan de Álava, Pedro de Ibarra, Miguel de Ibarbia, Juan de la Puente, Juan de Arribas y García de la Vega, resultando una de las obras maestras del Renacimiento español. 
También se efectuó el traslado a la nueva iglesia de los restos de los monjes que estaban enterrados en el monasterio de Montamarta. En el monasterio se establecieron cátedras de filosofía y teología, a cuyo sostenimiento contribuyó la ciudad de Zamora con una pensión anual y las familias acomodadas con sus donativos.
El monasterio, tras varios siglos de intensa integración en la vida cotidiana de la capital zamorana, desapareció con la Desamortización.

## Descripción

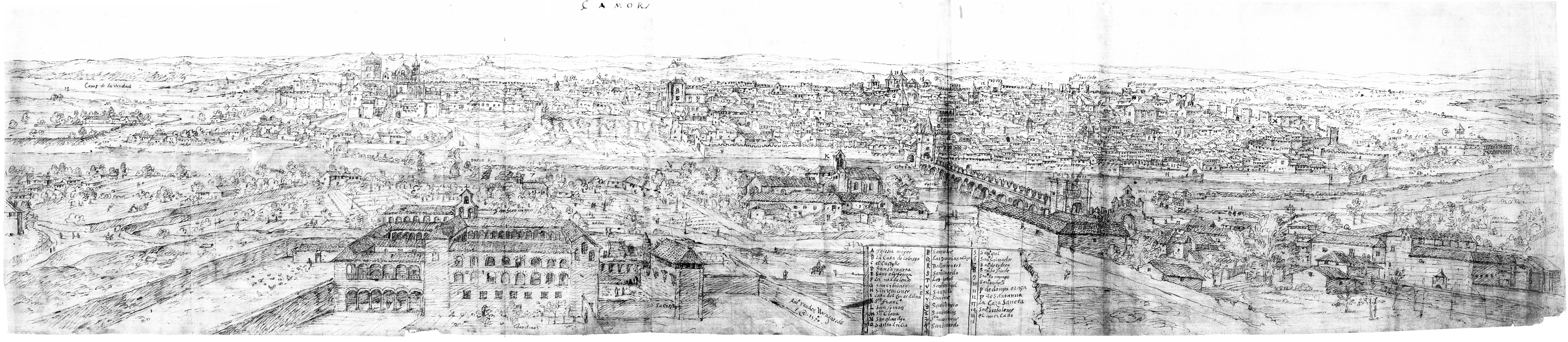
Vista de Zamora en 1570 por Anton van den Wyngaerde. El Monasterio aparece en primer término a la izquierda

Se trataba de un recinto de gran extensión, 147 metros la fachada este por 130 de la que daba al sur. La iglesia era de dimensiones catedralicias, de planta rectangular de 40 por 18 metros. Su fachada tenía unas líneas semejantes a las de la Basílica de San Ambrosio de Milán. Su interior constaba de tres naves, con coro en la central. El complejo contaba además con cinco claustros, una rica Sala capitular, una gran biblioteca, estudios, una escalera imperial y una torre de unos 30 metros de altura. Otros elementos de los que disponía eran una hospedería, caballerizas, botica, enfermería con una gran solana de arcos, cocinas, bodegas, refectorios, una gran huerta, viña, cementerio de los monjes, pozo de nieve, fuente de agua viva, pajar, palomar, noria y alberca.
Entre las obras de arte con las que contaba esta casa destacaban unos tapices de la Pasión de Nuestro Redentor, regalo del prior Juan de Toledo en el año de 1600, los enterramientos de los Condes de Alba de Liste en capilla propia y la notable escultura del "Santísimo Cristo de las Injurias", obra asignada por algunos a Gaspar Becerra, famoso escultor del siglo XVI, aunque también se han barajado otros nombres, como el de Diego de Siloé o el de Arnao Palla. Esta última obra se conserva en la actualidad en la Capilla de San Bernardo del primer templo de la diócesis de Zamora. Dada su extraordinaria factura, es considerada por muchos como la talla de mayor calidad escultórica de la Semana Santa de la ciudad, siendo además el juramento que realizan los miembros de la Cofradía del Silencio antes de su salida uno de los momentos más impresionantes de la misma.

## Estado actual

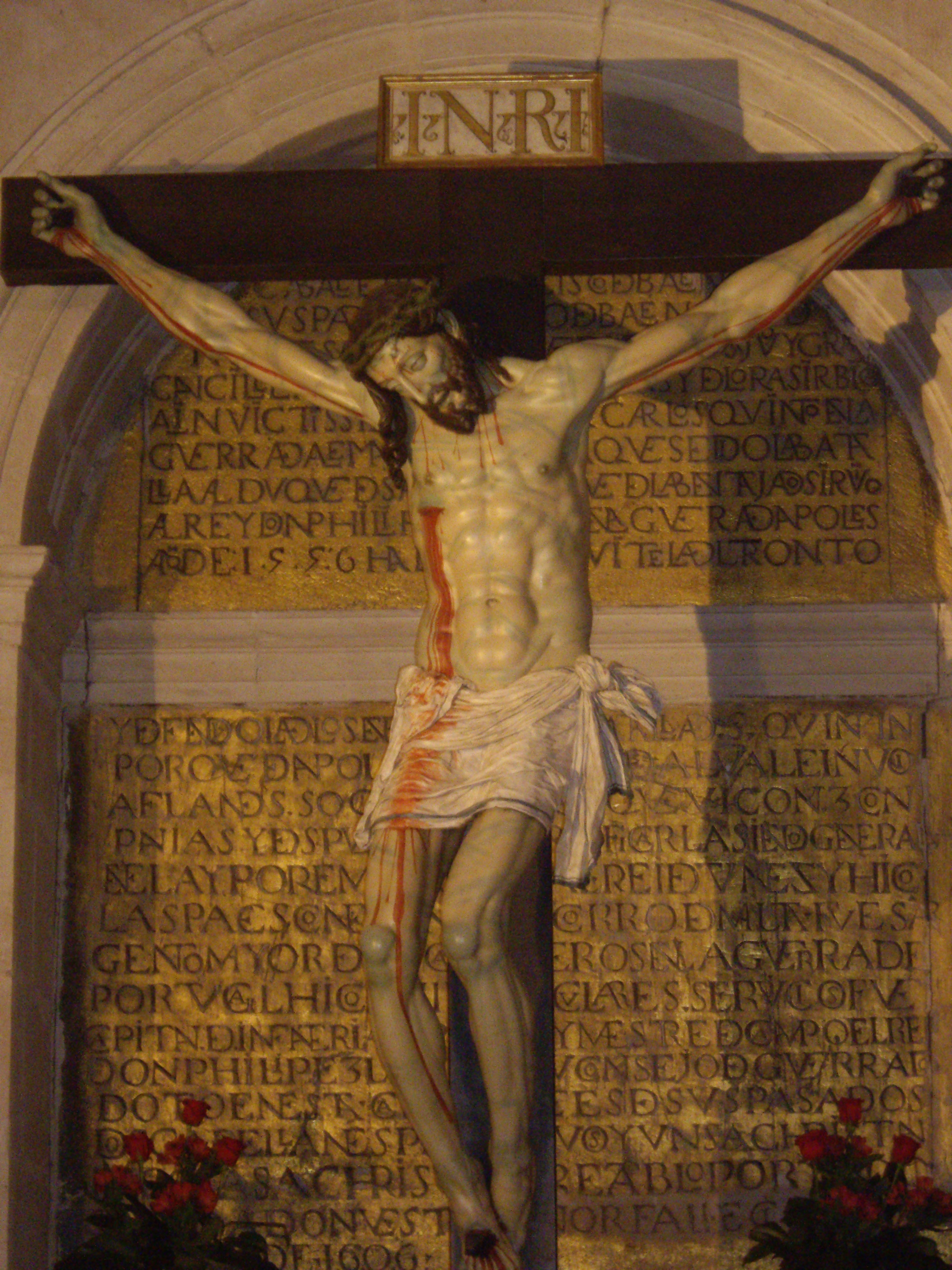
El Cristo de las Injurias, actualmente en la catedral

La destrucción a la que se vio sometido el Monasterio tras la exclaustración de los monjes fue prácticamente total. En el solar solo se conservan la cerca y restos de algunos elementos, como muros con puertas y ventanas, alberca, pozo de nieve, pajar, palomar, noria y bodegas. Por otro lado, en el parque del Castillo, enfrente de la Catedral, hay varias columnas de uno de los claustros y una portada en arco de medio punto. 
Respecto a los bienes muebles, algunos de los lienzos que lo adornaban se conservan en el Museo de Zamora. La Catedral por su parte, además del mencionado Cristo de las Injurias, posee una Virgen con el Niño y San Juan procedente del Monasterio, obra de Bartolomé Ordóñez. 
En el futuro se pretende crear un parque arqueológico, excavando la zona y reintegrando a su emplazamiento original los restos arquitectónicos que se encuentran actualmente en otros lugares de la ciudad.

## Galería

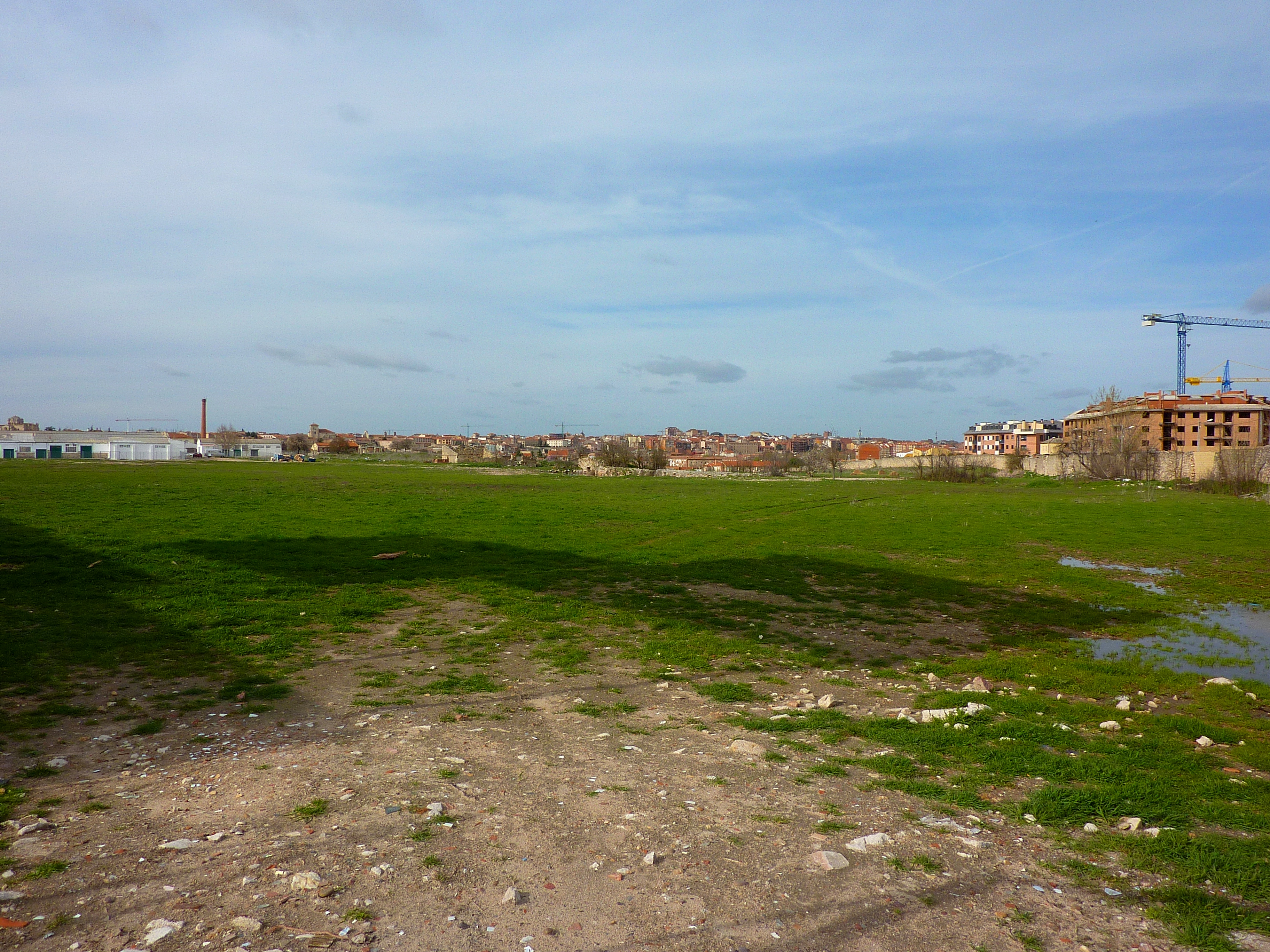
Aspecto actual del solar en el que se levantaba el Monasterio.
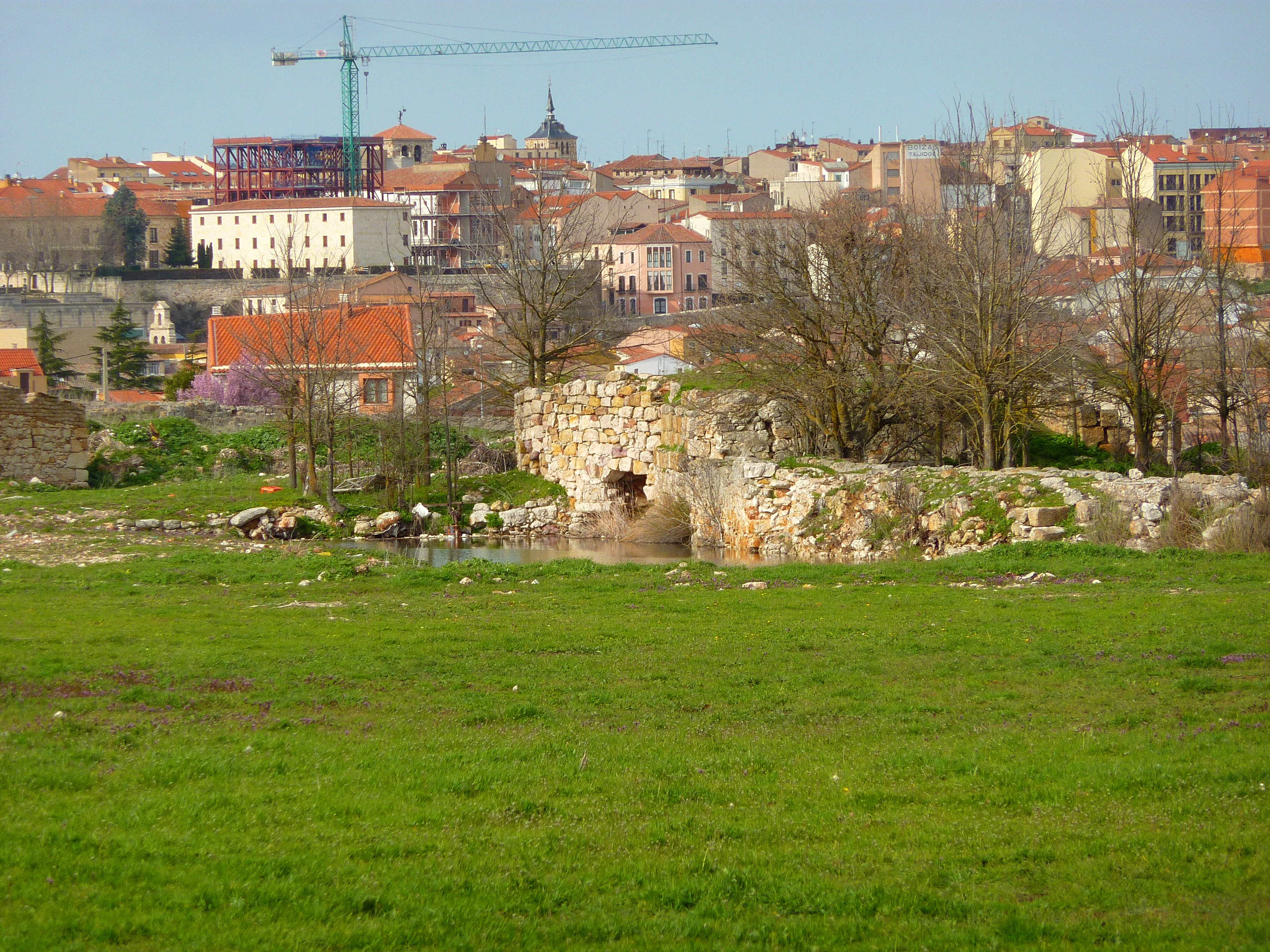
Restos conservados in situ.
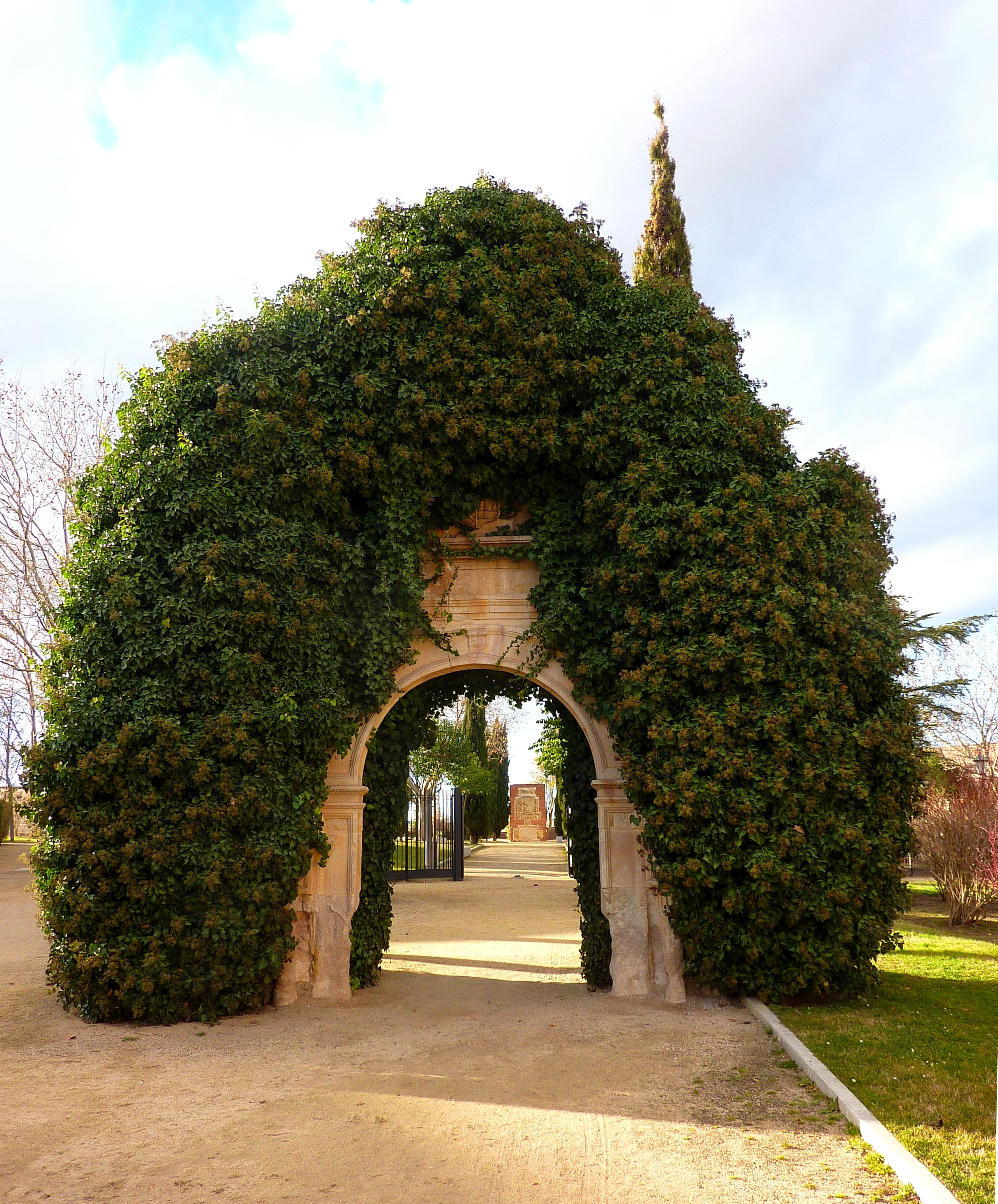
Portada procedente del Monasterio ubicada en el parque del Castillo.
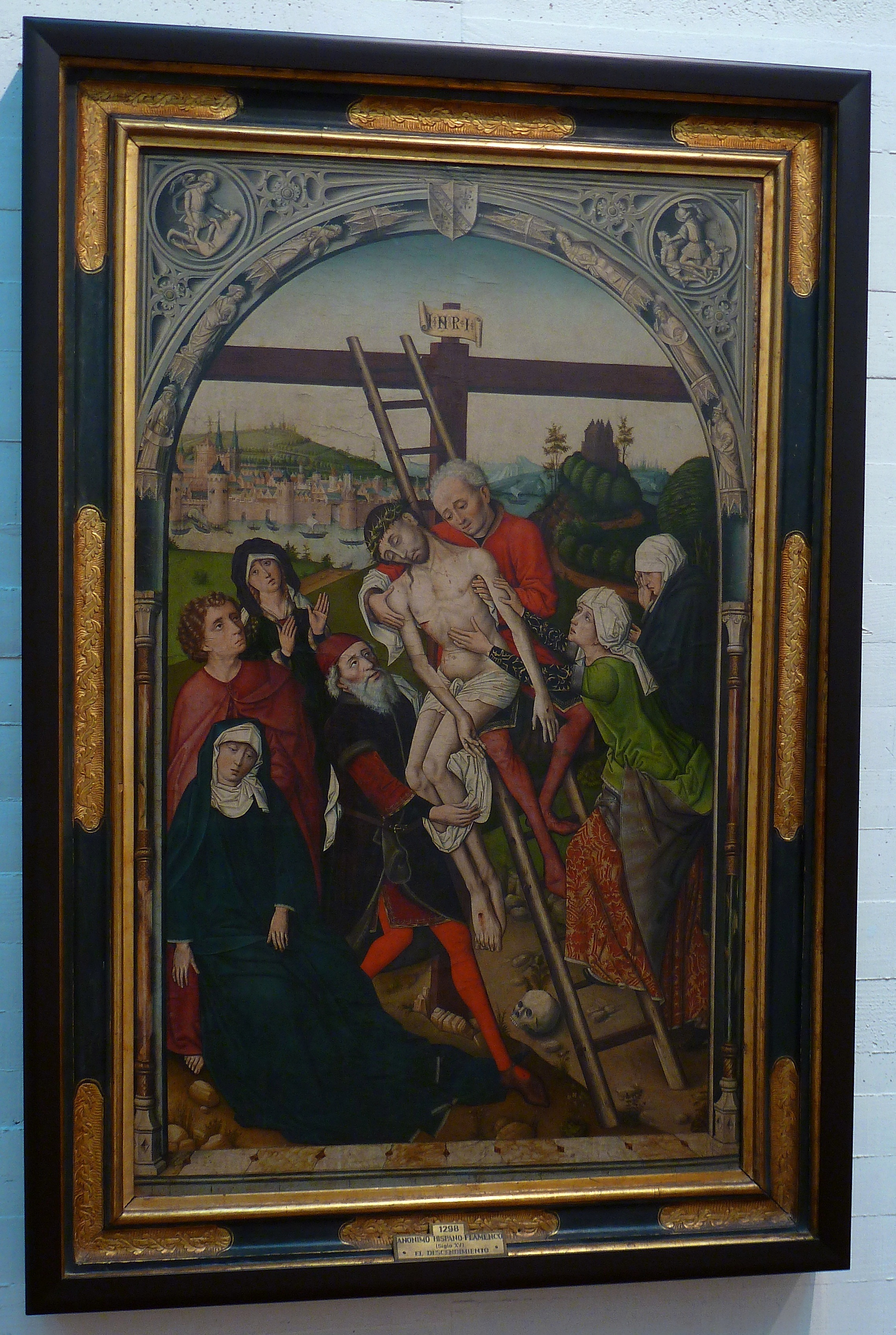
El Descendimiento, anónimo hispano flamenco, finales del siglo XV, obra actualmente conservada en el Museo de Zamora.